# Deha
Deha (trl. deha „ciało”) – termin hinduistycznej fizjologii mistycznej, oznaczający jedno z ciał, które posiada istota wcielona w dowolnym ze światów loka.

## Ciała sakalinów
Ciała, czyli deha, nie posiadają bardzo zaawansowane duchowo istoty bezcielesne – pralaja-kewalinowie. Pozostałe jednostki, czyli sakalinowie to posiadacze ciał. Zalicza się do tej grupy mieszkańców lok niebiańskich (dewa), mieszkańców lok niższych (asura) i ludzi. Sakalinowie charakteryzowani są poprzez następujące deha:
- karmadeha – ciało fizyczne charakterystyczne dla istot ludzkich. Za najistotniejszą cechę podaje się jego zdolność do tworzenia i zmian karmy, a przez to pomoc w osiągnięciu wyzwolenia

- bhogadeha – ciało doznaniowe charakterystyczne dla mieszkańców (zarówno niebiańskich – dewa, jak i piekielnych – asura).

## Ciała zmarłych
- jatanadeha (trl. yātanādeha, ciało udręki) – tymczasowe ciało (tworzone z ofiarowanego pożywienia pinda) po śmierci istoty ludzkiej o charakterze „grzesznika” w rozumieniu Manusmryti[2].

## Ciała joginów
- Jogakundalopaniszad opisuje przemianę ciała fizycznego (adhibhautikadeha) do formy ciała boskiego (adhidaivikadeha)[3].

- Jogawasisztha (3.57.23) omawia ciało jogideha, niewidoczne dla wzroku innych, jako formę osiąganą przez guru jogi[3].

- diwjadeha – ciało boskie
- wadźradeha – ciało diamentowe[4]